# Karl Pfaff (Pädagoge)

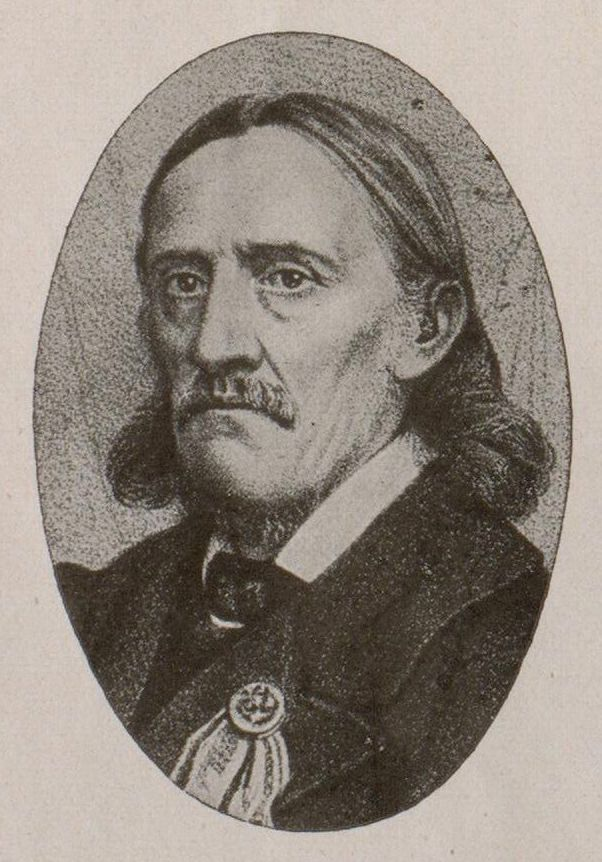
Karl Pfaff

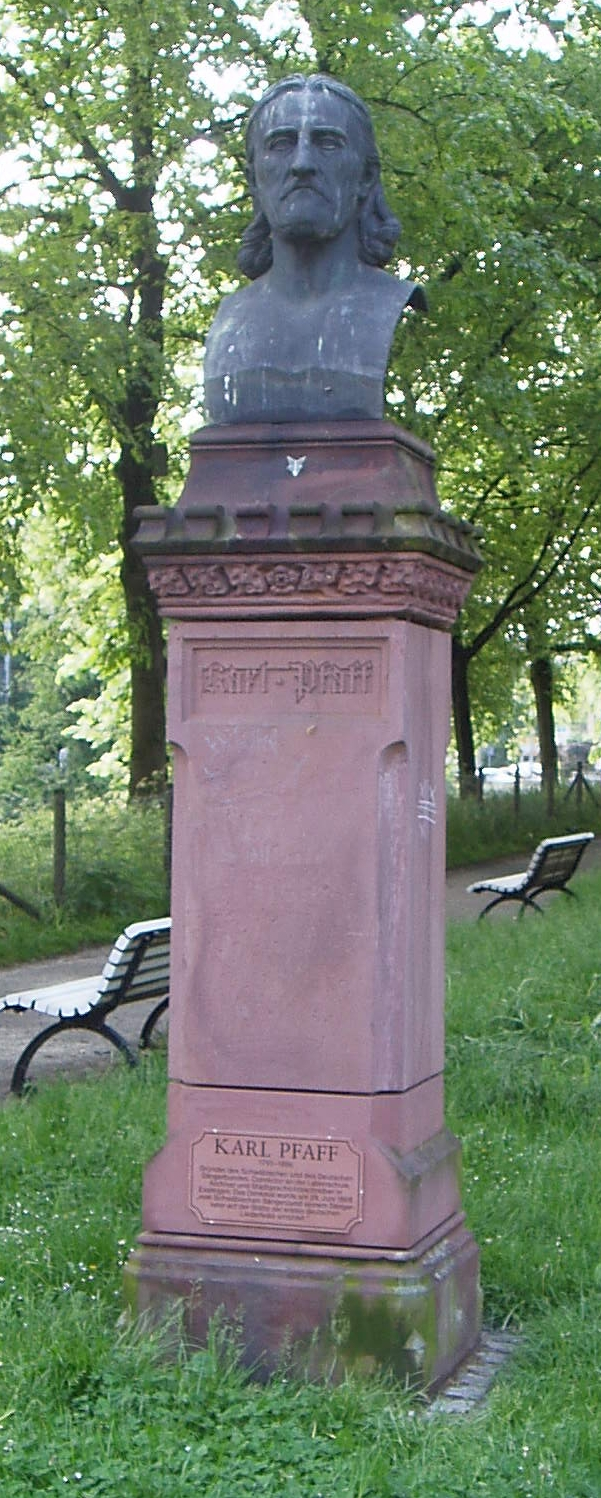
Karl-Pfaff-Denkmal auf der Maille

Karl Pfaff (* 22. Februar 1795 in Stuttgart; † 6. Dezember 1866 in Esslingen am Neckar) war ein deutscher Pädagoge, Historiker und Sängervater.

## Leben
Karl Pfaff wurde in eine württembergische Beamten- und Gelehrtenfamilie hineingeboren. Er besuchte zur Vorbereitung auf die Universität Seminare in Denkendorf und Maulbronn. Ab 1812 studierte er an der Universität Tübingen Theologie und Philologie und promovierte 1817 mit einer Arbeit über die antike Tragödie.
1818 wurde Karl Pfaff Lehrer am Pädagogium in Esslingen am Neckar, dem heutigen Georgii-Gymnasium. Bereits 1819 wurde er Konrektor. Daraufhin arbeitete er innerhalb weniger Jahre an der Bereitstellung von Unterrichtsmaterial für fast alle Themen der Realschule.
Nebenbei verfasste er historische Schriften zur Geschichte Württembergs, Esslingens und der Reichsstädte. Auch ordnete und verzeichnete er ab 1836 das städtische Archiv in Esslingen. Seinen wissenschaftlichen Nachlass verwahren das Hauptstaatsarchiv Stuttgart und die Württembergische Landesbibliothek Stuttgart.
Als Schriftsteller beteiligte sich Pfaff mit historischen Erzählungen für die ab 1854 erschienenen Bände von Württemberg wie es war und ist. 
Auf dem 1. Schwäbischen Liederfest im Juni 1827 in Plochingen war er einer der Hauptredner. 1828 wurde er erster Vorsitzender des Esslinger Liederkranzes, der ein Jahr zuvor gegründet worden war.
1849 gründeten die südwestdeutschen Gesangsvereine unter seiner Leitung den Schwäbischen Sängerbund.
Zur Erinnerung an Karl Pfaff stiftete der Schwäbische Sängerbund einen Gedenkstein, der am 28. Juni 1868 auf der Esslinger Maille aufgestellt wurde. Bestattet wurde Pfaff auf dem Esslinger Ebershaldenfriedhof.

## Werke
- Die Quellen der älteren württembergischen Geschichte und die älteste Periode der württembergischen Historiographie (1831)
- Ursprung und früheste Geschichte des württembergischen Fürstenhauses (1836)
- Geschichte des Fürstenhauses und Landes Württemberg (1839)
- Ulrich Herzog zu Württemberg (Vollendung und Herausgabe des 3. Bands von Heyds Ulrich-Trilogie, 1844)
- Geschichte der Stadt Stuttgart (1845–1846)
- Geschichte der Reichsstadt Eßlingen (1852)
- Geschichte Möhringens auf den Fildern (1854)
- Geschichte der Frauenkirche in Eßlingen und ihrer Restauration (1863)

### Übersetzung
- Aeschines des Sokratikers Gespräche, und Cebes des Thebaners Gemälde. Metzler, Stuttgart 1827 (Griechische Prosaiker in neuen Uebersetzungen), Bd. 23